# Adolf Godfrejów
Adolf Godfrejów (ur. 25 maja 1852 w Dawidowie, zm. 29 kwietnia 1912 w Nowym Sączu) – polski inżynier kolejowy, działacz sokolstwa polskiego.

## Życiorys
Pochodził z angielskiej rodziny ziemiańskiej Godfrey z Podola w Guberni podolskiej, z okolic Uszyc, (indygenowanej w Rzeczypospolitej?), o silnych tradycjach patriotycznych. Był synem powstańca styczniowego – Józefa Godfrejówa i Henryki z Serwaczyńskich, wnukiem powstańca listopadowego (także Józefa). Obaj spoczywają na Starym Cmentarzu w Tarnowie. Żonaty z Emilią Webersfeld, miał jednego syna – Władysława (kapitana WP, wojskowego lekarza weterynarii w Krakowie). Szwagier Edwarda Webersfelda i radcy Wyższego Sądu Krajowego w Krakowie – Piotra Tomżyńskiego. Jego dziadkowie (za udział w powstaniu listopadowym) byli represjonowani przez władze carskie i w roku 1842 wyjechali do Galicji. W Galicji aż trzech Godfrejów było urzędnikami kolejowymi.

## Galicyjska Kolej Transwersalna
W 1876 Godfrejów ukończył (pod kierunkiem prof. inż. Józefa Rychtera) Katedrę Budownictwa Drogowego i Wodnego Akademii Technicznej we Lwowie. W latach 1878–1912 był członkiem Polskiego Towarzystwa Politechnicznego we Lwowie.
W latach 80. XIX wieku pracował nad projektem linii kolejowej na trasie Nowy Sącz-Chabówka, która została otwarta 16 grudnia 1884. Było to ważne połączenie Nowego Sącza z Husiatyniem w ramach rozwoju tzw. Galicyjskiej Kolej Transwersalnej. Obecnie w Chabówce znajduje się skansen kolejowy i kursuje zabytkowy tabor.
Pracował w zespole inżynieryjnym Stanisława Rawicz Kosińskiego, która projektowała mostu kolejowego nad Prutem w Jaremczu. Most oddano do użytku w 1896. Mierzył 205 m długości i 32 m wysokości. Był kamienną konstrukcją nad Prutem o największej w ówczesnej Europie rozpiętości łuku.
Był radcą i inspektorem ruchu sekcji konserwacji linii kolejowej (tzw. Sekcji Nowy Targ II).
Na emeryturę przeszedł po trzydziestu latach pracy na kolei (w 1907) i przeniósł się do Nowego Sącza, gdzie był radnym miasta.
W 1907 wprowadzał poprawki do projektu kaplicy św. Kazimierza w Nowym Sączu. Na przełomie lat 1907/1908 współprojektował jeszcze nowy, secesyjny dworzec kolejowy w Nowym Sączu i nadzorował tę budowę do 1909.

## Polskie Towarzystwo Gimnastyczne „Sokół”w Samborze
W 1890 wstąpił do samborskiego gniazda „Sokoła”. Towarzystwo liczyło na początku 65 osób. Prezesem (na pierwszym, założycielskim zebraniu 21 lutego 1890 roku) obrano dra Ignacego Petelenza (dyrektora samborskiego gimnazjum klasycznego). Wiceprezesem został burmistrz Sambora dr Ignacy Budzynowski.
Godfrejów projektował i nadzorował z ramienia towarzystwa budowę nowego gmachu sokolstwa. W 1902 otrzymano od miasta parcelę pod budowę Domu „Sokoła”. 20 kwietnia 1903 magistrat miejski zatwierdził plany budowlane. Od 12 lipca 1903 budowała go lwowska firma budowlana inż. Bronisława Bauera i Spółki. Poza Godfrejowem, nadzór budowlany sprawował miejski architekt – inż. Józef Hornung. Budynek w stylu wiedeńskiego „Landhausstil” oddano do użytku w 1905 (choć uroczyste otwarcie i poświęcenie gmachu odbyło się wcześniej – w dniach 5–6 listopada 1904). Obecnie mieści się tam dom kultury (dom ludowy).

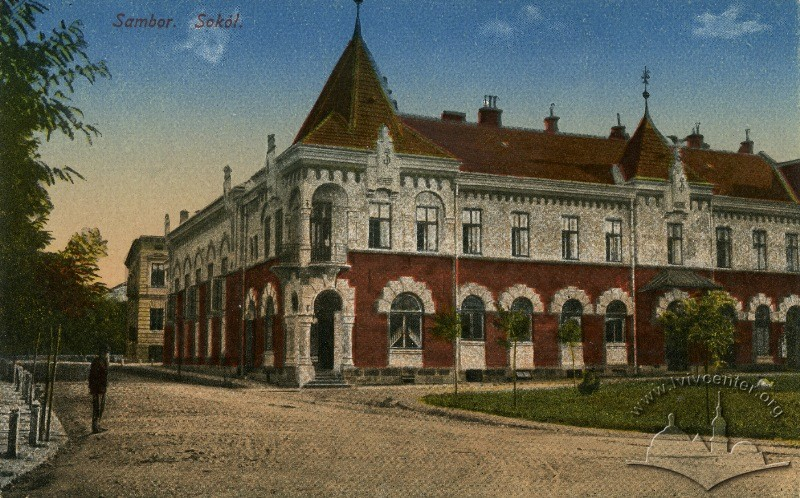
Budynek PGT „Sokół” w Samborze

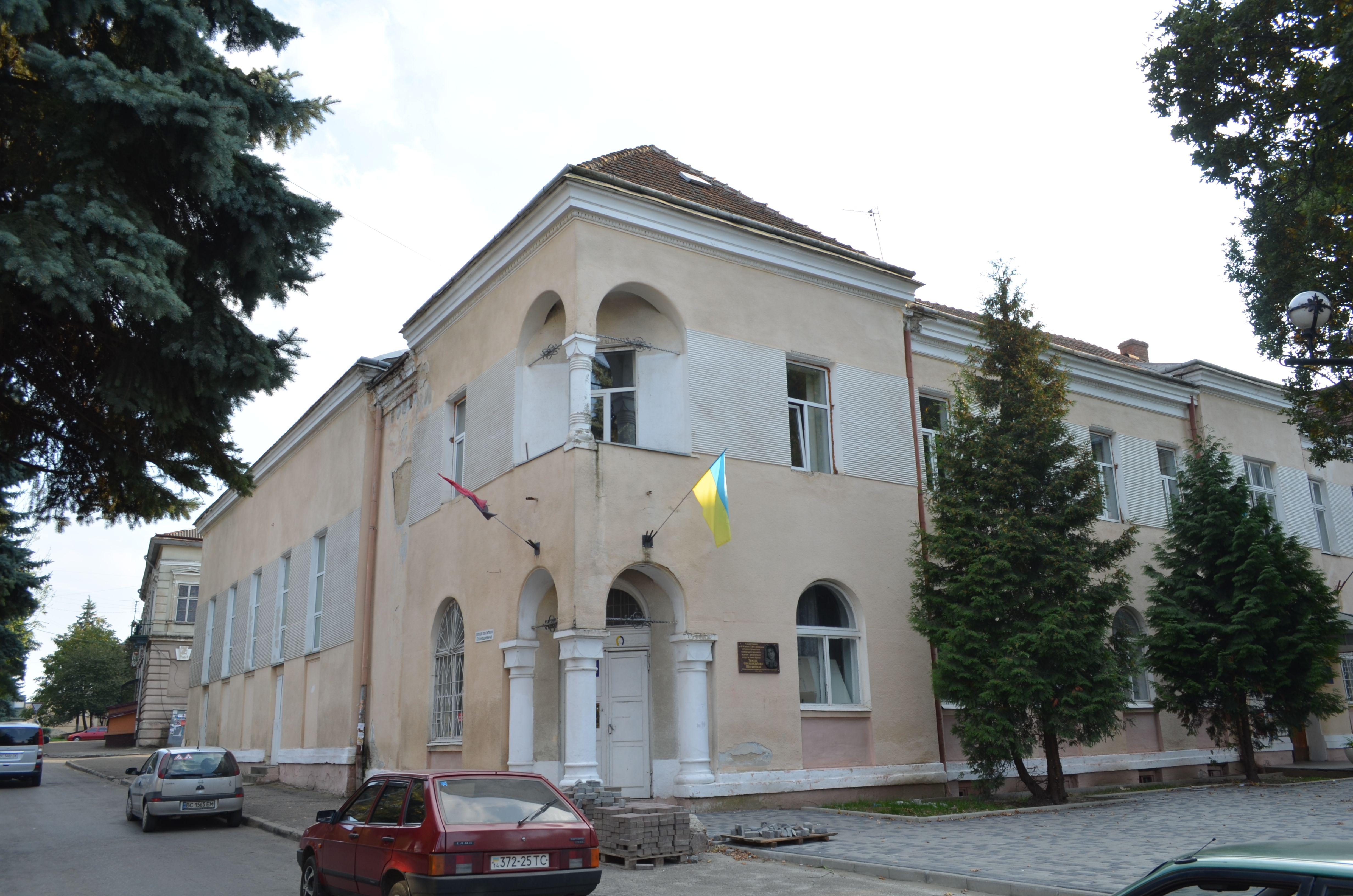
Dom Ludowy (dawny gmach PGT „Sokół” w Samborze po „przebudowie”)

W Samborskim „Sokole” opracowywał wraz z innymi druhami gniazda instrukcje dla powstającego w mieście ruchu skautowego. Współorganizował także obchody sokolstwa galicyjskiego na zlocie przemyskiego (IV okręgu) „Sokoła”, który odbył się 3 lipca 1903 roku we Lwowie Żona Godfrejówa – Emilia z Webersfeldów – udzielała się w sokolim Komitecie Polek.
Godfrejów był odznaczony Krzyżem Jubileuszowym dla Cywilnych Funkcjonariuszów Państwowych i Medalem Jubileuszowym dla Cywilnych Funkcjonariuszów Państwowych kolei cesarskich.
Był także działaczem Polskiego Towarzystwa Tatrzańskiego w Nowym Sączu.
Zmarł w 1912. Spoczywa wraz z żoną na cmentarzu Rakowickim w Krakowie.